# Пасикрат
Пасикрат (др.-греч. Πασικράτης) — царь кипрского города Солы в IV веке до н. э.

## Биография
После битвы при Иссе, произошедшей в 333 году до н. э., кипрские цари, бывшие ранее вассалами империи Ахеменидов, впечатлённые успехами победоносной армии, перешли на сторону македонского царя. Александр, по свидетельству Арриана, «отпустил им всем прошлое, потому что они соединили свой флот с персидским больше по необходимости, чем по собственному решению», и островные царства не были упразднены. В 332 году до н. э., после начала осады Тира, к македонянам на помощь прибыли сто двадцать кипрских кораблей.
Согласно рассказу Плутарха, позднее, в 331 году до н. э., после возвращения Александра из Египта, Пасикрат принимал участие в устроенных македонским царём пышных празднествах, выступив вместе с другими кипрскими правителями в качестве хорега. Пасикрату достался по жребию знаменитый актёр Афинодор, состязавшийся с Фессалом, которому покровительствовали царь Саламина Никокреон и сам Александр.
При разделе в Вавилоне в 321 году до н. э. Кипр не вошёл в число распределяемых территорий. Во время первой войны диадохов в 321 году до н. э. Пасикрат поддержал наместника Египта Птолемея в его борьбе против Пердикки.
Сыновьями Пасикрата были Никокл, упомянутый Аррианом в качестве одного из триерархов флота Александра Македонского во время Индийского похода и, возможно, Эвност. Также родственником Пасикрата некоторые антиковеды, например, Балахванцев А. С., А. Шифф, Энгель В., Вотке Ф., называют Стасанора, хотя и указывают при этом на гипотетичный характер подобного предположения. Отдельные учёные, к примеру, С. Миллер, отождествляют Пасикрата со Стасикратом, сыном царя Стасия, чьё имя известно из ларнакского эпиграфического источника IV века до н. э. и считают, что в текстах Плутарха и Арриана была допущена ошибка при написании имени. Однако исследователь Стоянов Е. О. вслед за Хиллом нашёл такие догадки недостаточно оправданными.